# Eublemma foedosana
Eublemma foedosana är en fjärilsart som beskrevs av Embrik Strand 1917. Eublemma foedosana ingår i släktet Eublemma och familjen nattflyn. Inga underarter finns listade i Catalogue of Life.